# Veikkausliiga 2009
La Veikkausliiga 2009 fu la centesima edizione della massima serie del campionato finlandese di calcio, la ventesima come Veikkausliiga. Il campionato, iniziato il 18 aprile e terminato il 17 ottobre, con il formato a girone unico e composto da quattordici squadre, venne vinto dall'HJK. Capocannoniere del torneo fu Hermanni Vuorinen, calciatore dell'Honka, con 16 reti realizzate.

## Stagione

### Novità
Dalla Veikkausliiga 2008 venne retrocesso il KooTeePee, mentre dalla Ykkönen 2008 venne promosso il JJK.

### Formula
Le quattordici squadre si affrontavano due volte nel corso del campionato, per un totale di 26 giornate. La prima classificata era decretata campione di Finlandia e veniva ammessa alla UEFA Champions League 2010-2011. La seconda classificata veniva ammessa al secondo turno di qualificazione della UEFA Europa League 2010-2011, mentre la terza classificata al primo turno di qualificazione. Se la vincitrice della Suomen Cup, ammessa al terzo turno di qualificazione della UEFA Europa League 2010-2011, si classificava al secondo o al terzo posto, la terza classificata veniva ammessa al secondo turno e la quarta classificata al primo turno di qualificazione della UEFA Europa League. L'ultima classificata veniva retrocessa direttamente in Ykkönen, mentre la tredicesima classificata affrontava la seconda classificata in Ykkönen in uno spareggio promozione/retrocessione.

## Squadre partecipanti
| Club          | Stagione | Città        | Stadio                        | Stagione 2008              |
| ------------- | -------- | ------------ | ----------------------------- | -------------------------- |
| Haka          |          | Valkeakoski  | Tehtaan kenttä                | 8º posto in Veikkausliiga  |
| HJK           |          | Helsinki     | Finnair Stadium               | 4º posto in Veikkausliiga  |
| Honka         |          | Espoo        | Tapiolan Urheilupuisto        | 2º posto in Veikkausliiga  |
| IFK Mariehamn |          | Mariehamn    | Wiklöf Holding Arena          | 12º posto in Veikkausliiga |
| Inter Turku   |          | Turku        | Veritas Stadion               | Campione di Finlandia      |
| Jaro          |          | Jakobstad    | Jakobstads centralplan        | 9º posto in Veikkausliiga  |
| JJK           | dettagli | Jyväskylä    | Harjun Stadion                | 1º posto in Ykkönen        |
| KuPS          |          | Kuopio       | Magnum Areena                 | 13º posto in Veikkausliiga |
| Lahti         |          | Lahti        | Lahden Stadion                | 3º posto in Veikkausliiga  |
| MyPa          |          | Anjalankoski | Saviniemi                     | 5º posto in Veikkausliiga  |
| RoPS          |          | Rovaniemi    | Rovaniemen Keskuskenttä       | 10º posto in Veikkausliiga |
| Tampere Utd   |          | Tampere      | Ratina Stadion                | 7º posto in Veikkausliiga  |
| TPS           |          | Turku        | Veritas Stadion               | 6º posto in Veikkausliiga  |
| VPS           |          | Vaasa        | Hietalahden jalkapallostadion | 11º posto in Veikkausliiga |

## Allenatori
| Squadra       | Allenatore       |
| ------------- | ---------------- |
| Haka          | Olli Huttunen    |
| HJK           | Antti Muurinen   |
| Honka         | Mika Lehkosuo    |
| IFK Mariehamn | Pekka Lyyski     |
| Inter Turku   | Job Dragtsma     |
| Jaro          | Mika Laurikainen |
| JJK           | Ville Priha      |

| Squadra        | Allenatore         |
| -------------- | ------------------ |
| KuPS           | Kai Nyyssönen      |
| Lahti          | Ilkka Mäkelä       |
| MyPa           | Janne Lindberg     |
| RoPS           | Valerij Bondarenko |
| Tampere United | Ari Hjelm          |
| TPS            | John Allen         |
| VPS            | Tomi Kärkkäinen    |

## Classifica finale
|  | Pos. | Squadra       | Pt | G  | V  | N  | P  | GF | GS | DR  |
|  | ---- | ------------- | -- | -- | -- | -- | -- | -- | -- | --- |
|  | 1.   | HJK           | 52 | 26 | 14 | 10 | 2  | 45 | 21 | +24 |
|  | 2.   | Honka         | 49 | 26 | 13 | 10 | 3  | 65 | 29 | +36 |
|  | 3.   | TPS           | 49 | 26 | 13 | 10 | 3  | 46 | 20 | +26 |
|  | 4.   | IFK Mariehamn | 43 | 26 | 10 | 13 | 3  | 30 | 21 | +9  |
|  | 5.   | Inter Turku   | 40 | 26 | 11 | 7  | 8  | 38 | 30 | +8  |
|  | 6.   | Haka          | 37 | 26 | 10 | 7  | 9  | 40 | 35 | +7  |
|  | 7.   | Tampere Utd   | 37 | 26 | 11 | 4  | 11 | 31 | 31 | 0   |
|  | 8.   | VPS           | 35 | 26 | 10 | 5  | 11 | 30 | 36 | -6  |
|  | 9.   | MyPa          | 34 | 26 | 9  | 7  | 10 | 32 | 30 | +2  |
|  | 10.  | Jaro          | 32 | 26 | 8  | 8  | 10 | 33 | 34 | -1  |
|  | 11.  | Lahti         | 31 | 26 | 8  | 7  | 11 | 33 | 40 | -7  |
|  | 12.  | KuPS          | 23 | 26 | 6  | 5  | 15 | 29 | 53 | -24 |
|  | 13.  | JJK           | 16 | 26 | 3  | 7  | 16 | 25 | 52 | -27 |
|  | 14.  | RoPS          | 16 | 26 | 4  | 4  | 18 | 21 | 66 | -45 |

Legenda:
      Campione di Finlandia e ammessa alla UEFA Champions League 2010-2011
      Ammesse in UEFA Europa League 2010-2011
 Ammessa allo spareggio promozione-retrocessione
      Retrocesse in Ykkönen
Note:
Tre punti a vittoria, uno a pareggio, zero a sconfitta.

## Spareggio promozione/retrocessione
|     | Risultati |     | Luogo e data               |
| --- | --------- | --- | -------------------------- |
| KPV | 2-3       | JJK | Kokkola, 21 ottobre 2009   |
| JJK | 2-1       | KPV | Jyväskylä, 25 ottobre 2009 |
|     |           |     |                            |

## Statistiche

### Classifica marcatori
| Gol |  |  | Giocatore         | Squadra     |
| --- |  |  | ----------------- | ----------- |
| 16  |  |  | Hermanni Vuorinen | Honka       |
| 12  |  |  | Jami Puustinen    | Honka       |
| 11  |  |  | Timo Furuholm     | Inter Turku |
| 9   |  |  | Wayne Brown       | TPS         |
| 9   |  |  | Mikko Paatelainen | TPS         |
| 9   |  |  | Babatunde Wusu    | TPS         |